# 4-Cresol deshidrogenasa
La 4-cresol deshidrogenasa (hidroxilante) (EC 1.17.99.1) es una enzima que cataliza la siguiente reacción química
Por lo tanto los tres sustratos de esta enzima son el 4-cresol, un aceptor de electrones, y agua; mientras que sus dos productos son 4-hidroxibenzaldehído y el aceptor de electrones reducido.

## Clasificación
Esta enzima pertenece a la familia de las oxidorreductasas, más específicamente a aquellas oxidorreductasas que actúan sobre grupos CH o CH
2 utilizando otros aceptores.

## Nomenclatura
El nombre sistemático para esta clase de enzimas es 4-cresol:aceptor oxidorreductasa (metil-hidroxilante). Otros nombres de uso común incluyen p-cresol–(aceptor) oxidorreductasa (hidroxilante), y p-cresol metilhidroxilasa.

## Papel biológico
Esta enzima participa en la degradación biológica del tolueno y del xileno. Posee dos cofactores, FAD y citocromo c.

## Estudios estructurales
Hasta el año 2007, se habían resuelto cuatro estructuras para esta clase de enzimas las cuales poseen los códigos 1DII, 1DIQ, 1WVE, y 1WVF de acceso a PDB.